# Camponotus nadimi
Camponotus nadimi är en myrart som beskrevs av Tohme 1969. Camponotus nadimi ingår i släktet hästmyror, och familjen myror. Inga underarter finns listade.